# Alexa Vega
Alexa Ellesse Vega (Miami, 27 augustus 1988) is een Amerikaanse actrice en zangeres.

## Biografie
Vega is geboren in Miami. Haar zussen zijn actrices Makenzie Vega en Krizia Vega.
Ze begon haar carrière al in 1993, toen ze een jaar lang in de onbekende serie Evening Shade speelde. Na een lijst onbekende films, belandde ze in 2001 in de film Spy Kids en werd toen een beroemde kindster. Ook heeft ze haar bekendheid te danken aan de film Sleepover (2004).
Op 4 januari 2014 is Vega in het huwelijk getreden met Carlos Pena, Jr.. Ze hebben twee zoons (2016 & 2019) en een dochter (2021).